# سیارک ۴۳۹۱
سیارک ۴۳۹۱ (به انگلیسی: 4391 Balodis، نامگذاری:1977QW2) چهار هزار و سیصد و نود و یکمین سیارک کشف شده‌است که در ۲۱ اوت ۱۹۷۷ کشف شد.
قدر مطلق سیارک برابر ۱۳٫۵۰ است.